# Rifenhos
Os rifenhos (em rifenho: Irifiyã; singular: Arifi; em francês: rifains) ou Amazighs, são um povo berbere zeneta que habitam as montanhas do Rife oriental, no nordeste de Marrocos. A sua língua materna, o tamazight tarifit (ou rifenho), faz parte das línguas berberes. Além do tarifit, outras línguas comuns entre os rifenhos são o árabe marroquino (especificamente uma variante própria da região e semelhante ao árabe argelino de Orânia), o castelhano e o francês.
As principais cidades rifenhas são Al Hoceima, Nador, Berkane, Melilha e Driouch.

## Antropologia física
Os berberes rifenhos são classificados como mediterrânicos, sendo geneticamente mais próximos dos povos europeus do que dos povos africanos ou árabes, havendo inclusivamente muitos rifenhos com algumas características nórdicas e alpinas, como cabelos loiros ou ruivos e olhos azuis ou verdes, numa percentagem média mais elevada do que as verificadas entre italianos, espanhóis ou portugueses. Análises ADN mitocondriais, apresentaram uma componente euroasiática ocidental significativa nas populações do Rife.

## História
Depois da independência, a repressão de uma revolta no Rife fez mais de 8 000 mortos entre 1958 e 1961. Em resultado de do abandono voluntária por parte do makhzen (poder central marroquino), centenas de milhares de rifenhos emigraram para a Europa Ocidental a partir dos anos 1960, principalmente para os Países Baixos, França, Bélgica, Alemanha e, mais recentemente, Espanha. No início dos anos 1980, entre as grandes tribos mais importantes e significativas do Rife, os Ouchnak, próximos do chefe militar Abdelkrim al-Khattab cotribuíram para o apaziguamento das tensões entre os rifenhos e o makhzen graças a longas negociações.

## Os rifenhos e a Argélia
O Rife foi e é um lugar aberto ao ocidente argelino (Orânia), tanto em termos geográficos como históricos. Ao longo dos últimos séculos foram-se tecendo laços entre o Rife e a Orânia. Os Beni Snous, berberes da região de Tremecém, são classificados pelos etnólogos como fazendo parte do grupo rifenho. Depois de vários séculos, Orão tornou-se um dos dois grandes portos do Rife, em direta concorrência com Melilha. Os laços entre entre os dois lados da fronteira manifestaram-se quando o emir Abd El-Kader, líder da resistência argelina, se refugiou em Marrocos, onde foi apoiado pelos rifenhos.[carece de fontes?]
A conquista francesa alargou essas relações ao facilitar os meios de transporte. Desde o começo do arroteamento de terras e da implantação de uma nova economia do tipo colonial na Argélia, os rifenhos começaram a ir para aquele país em busca de trabalho junto dos colonos franceses. Em Misserghin, perto de Orão, existiu uma aldeia quase inteiramente formada por rifenhos definitivamente fixados na região. Estima-se que atualmente entre 55 e 70% das famílias rifenhas tenham algum tipo de ligação com a Argélia.[carece de fontes?]

## Tribos

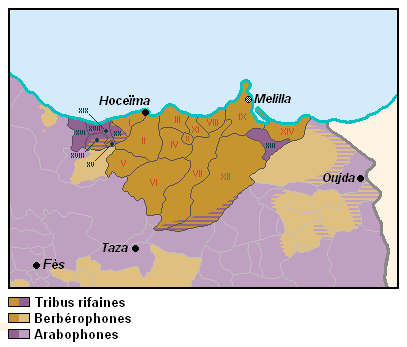

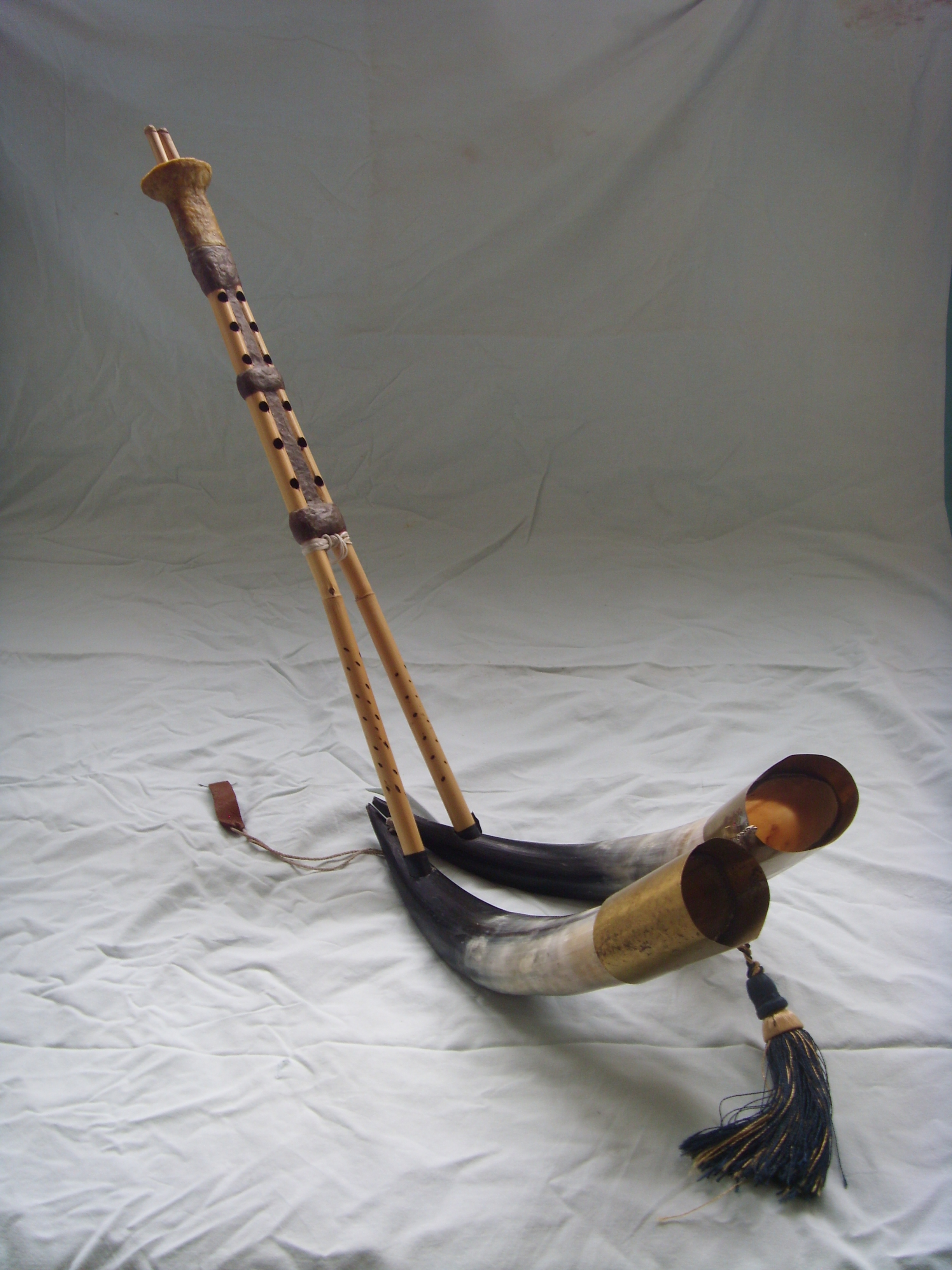
O zamar, um instrumento musical tradicional rifenho

Durante muito tempo, a organização sóciopolítica da região era do tipo tribal. Existe uma trintena de tribos (também designadas cabilas) rifenhas, das quais as principais são:
- Ayt Ouryaghal (Al Hoceima, Imzouren, Bni Bouayach, Ajdir, Ayt Kamara, Tamasint, etc.);
- Ikerayane (Nador, Melilla, Selouane, Azghanghane, Beni-Nsar, Farkhana, etc.);
- Izenayane, ou Gzenaya (Ajdir, Charana, Aghbal, Tizi-Ousri, Ahfir, Ain-Hamra, Aknoul, etc.);
- Ayt Touzine (Midar, kassita Talat-Azlaf, Ayt Amrane, Ayt Mediane, Ijarmawaw, etc.);
- Ikabdanane (Ras el Ma, Arekmane, Saidia, Al Berkaniyane, etc.);
- Ayt Iznassen ou Beni Snassen (Berkane, Ahfir, Tafoughalt, Tazaghine, Fezouane, Ajdir, Zegzel, Taghjirt, etc.);
- Ayt Said (Dar el Kebdani, Kandousi, Aisaten, etc.);
- Ayt Bouyahyi (Arouit, Hassi-Berkane, Taourirt, Beni-Oual, El Mri, etc.);
- Ibdharsane (Saka, Hakkuon, Guercif, Hassi-Medlam, Merada, Ain Zohra, Driouch, etc.);
- Ayt Temsamane (Boudinar, Azrar, etc.);
- Ibaqoyane (Al Hoceima, Izemouren, Rouadi);
- Ayt Ammart (Targuist, Baskara, etc.);
- Ayt Tafersit (Agban, etc.);
- Ayt Oulichek (Ben Taieb, Anoual, Tomachine, Arobdaz, etc.).

Nota: os topónimos  Ajdir, Ahfir e Tazaghine são ambíguos, pois existem vários lugares com esses nomes no Rife.

## Religião e folclore
Os rifenhos eram originalmente pagãos e politeístas, como os restantes norte-africanos. Adoravam o deus da guerra Gurzil, o da chuva Anzar, etc. Apesar de se terem  convertido ao Islão, preservaram algumas particularidades culturais, como tatuagens e superstições de origem pagã. A islamização foi um processo lento, mas atualmente todos os rifenhos são muçulmanos.
A aarfa, também chamada imadiazane ou reggada, é originalmente uma dança guerreira das tribos rifenhas. Os guerreiros dançavam em sinal de vitória sobre o inimigo, daí o uso da espingarda. As batidas com os pés no solo fazem-se ao ritmo da música e simbolizam a pertença à terra. A música é fortemente ritmada pelo adjoune (bendir, um tamborim), da ghaïta (zurna), tamja ou zamar (uma espécie de flauta com dois cornos). É dançada com movimentos de ombros, uma espingarda ou um bastão, batendo os pés no solo ao ritmo da música. Cada uma das tribos da região oriental tem os seus próprios chioukhs que dirigem a dança e concorrem entre eles. Entre os mais célebres podem citar-se os xeques Mohand, Mossa, Amre e Majid.